# Crotalarieae
Tribu
Classification phylogénétique
Synonymes
- Borbonieae Hutch.[2]
- Lotononideae Hutch.[2]

Les Crotalarieae sont une tribu de plantes à fleurs dicotylédones de la famille des Fabaceae, sous-famille des Faboideae, originaire principalement d'Afrique, qui compte une quinzaine de genres.

## Liste des genres
Selon NCBI (15 août 2018) :
- Aspalathus L.,1753
- Bolusia Benth., 1873
- Calobota Eckl. & Zeyh., 1836
- Crotalaria L., 1753
- Euchlora Eckl. & Zeyh., 1836
- Ezoloba B.-E. van Wyk & Boatwr., 2011
- Lebeckia Thunb., 1800
- Leobordea Delile, 1833
- Listia E.Mey., 1836
- Lotononis (DC.) Eckl. & Zeyh., 1836
- Pearsonia Dummer, 1912
- Rafnia Thunb., 1800
- Robynsiophyton R.Wilczek, 1953
- Rothia Pers., 1807
- Spartidium Pomel
- Wiborgia Thunb., 1800
- Wiborgiella Boatwr. & B.-E. van Wyk, 2009